# Feketében
A Feketében az Omen zenekar bemutatkozó albuma, amely 1991-ben jelent meg. A zenekar egy évvel korábban alakult, az akkori legnépszerűbb magyar rockegyüttesekből kivált tagok által. A zenekart Kalapács József (ex-Pokolgép énekes, Nagyfi László (ex-Pokolgép) és Szekeres Tamás gitárosok, Ács András basszusgitáros (ex-Varga Miklós Band) és Nagyfi Zoltán (ex-Ossian) dobos alkották. A dalszövegeket Horváth Attila írta, aki korábban a Piramis és a Korál zenekarok számára is írt szövegeket.

## Előzmények
A zenekart alapkövét a két korábbi Pokolgép tag tette le. A kiválás oka az volt, hogy a Pokolgép két fő zeneszerzője, Kukovecz Gábor és Nagyfi László gitárosok már nem tudták megoldani a kettőjük között folyamatosan felmerülő zenei nézeteltéréseket. A Pokolgép basszusgitáros Pazdera György elmondása szerint Kukovecz a jobban kidolgozott zenét szerette, míg Nagyfi az inkább ösztönösen jövő keményebb zenét. Ez az eltérés nagyban megmutatkozott a klasszikus-Pokolgép felbomlása után, ugyanis az azt követő Pokolgép lemezeken nagyban érződik, hogy Kukovecz a főszerző, míg az Omen lemezeken a Nagyfi által preferált zúzás dominál; de az eltérés már tisztán érezhető a "Régi Gép" utolsó lemezén, a Metál az ész című albumon.

## Az album dalai
1. A harmadik - 2:59
2. Az áldozat - 3:56
3. Bízd rám magam - 5:15
4. A gonosz hétszer él - 3:15
5. A rozsda lesben áll - 3:43
6. Lányok feketében - 3:51
7. Hajsza a tűzzel - 4:08
8. Könnyű szívvel - 4:58
9. Rossz hely, rossz idő - 3:32
10. Kísértetek órája - 3:16

A dalok szövegét Horváth Attila írta

## Közreműködők
- Kalapács József - ének
- Nagyfi László - gitár
- Szekeres Tamás - gitár
- Ács András - basszusgitár
- Nagyfi Zoltán - dob